# Хименес Качо, Даниэль
Даниэ́ль Химе́нес Ка́чо (исп. Daniel Giménez Cacho; род. 15 мая 1961, Мадрид, Испания) — мексиканский актёр испанского происхождения. Номинант на премию «Гойя» за 2012 год в номинации «Лучшая мужская роль» за работу в фильме «Белоснежка».

## Фильмография
- 1990 — Кабеса де Вака
- 1991 — Любовь во время истерии
- 1993 — Хронос
- 1995 — Аллея чудес
- 1995 — Никто не расскажет о нас, когда мы умрем
- 1996 — Кроваво-красный
- 1999 — Ревность
- 1999 — Полковнику никто не пишет
- 1999 — Принц жемчужного острова
- 2001 — И твою маму тоже
- 2001 — Без стыда
- 2002 — Я убиваю всерьёз
- 2002 — Аро Толбухин: Разум убийцы
- 2002 — Мы не никто
- 2003 — Никотин
- 2004 — Дурное воспитание
- 2004 — Искусство терять
- 2004 — Невинные голоса
- 2006 — Жизнь Селии
- 2010 — Чёрная гвоздика
- 2007 — Зона
- 2008 — Возроди во мне жизнь
- 2008 — Сейчас взорвусь
- 2009 — Месть в Долине кукол
- 2009 — Три пьесы о любви выходного дня
- 2009 — Урок рисования
- 2009 — Файл атаки
- 2010 — Ад
- 2010 — Мы то, что мы есть
- 2011 — Весёлые каникулы
- 2012 — Белоснежка
- 2016 — Обещание[4]
- 2016 — Сусана, ты меня убиваешь
- 2017 — Саммит
- 2017 — Зама
- 2022 — Бардо
- 2023 —  Наша семья

Телесериалы:
- 1986 — 1990 — Отмеченное время
- 1989 — 1991 — Тереза[5]
- 1998 — Доброе сердце
- 2009 — Расскажи мне
- 2009 — Безумная любовь
- 2010 — Крики о смерти и свободе
- 2010 — О рыбе